# Blackbird (dal)
A Blackbird az angol rockegyüttes, a The Beatles dala az 1968-as azonos címet viselő (más néven Fehér Album) dupla nagylemezről. Paul McCartney írta, Lennon–McCartney szerzeményként jelölték meg, és McCartney szólódarabként adta elő. Amikor a dalról beszélt, McCartney elmondta, hogy a szöveget az indiai Risikésben megtalálható fekete rigó dallama, valamint az Amerikai Egyesült Államok déli részén tapasztalható faji ellentétek ihlette.

## Eredete
Lute Suite No. 1 – BWV 996, E Minor – V Bourrée

Probléma esetén lásd:Médiafájlok kezelése.
McCartney 2005-ben az Chaos and Creation at Abbey Road műsorában elmagyarázta, hogy a Blackbird gitárkíséretét Johann Sebastian Bach Bourrée E-minorban műve ihlette, amely egy jól ismert lantdarab és amelyet gyakran klasszikus gitáron játszottak. Tinédzserként ő és George Harrison megpróbálták megtanulni mutatványos darabként. A Bourrée-t dallam- és basszushangok különböztetik meg, amelyek egyszerre szólalnak meg a felső és az alsó húrokon. McCartney a Bourrée egy szegmensét adaptálta (újraharmonizálva az eredeti G-dúr hangra) a Blackbird nyitányaként, és a zenei ötletet végigvitte a dalon.
Az első éjszaka, amikor jövendőbeli felesége, Linda Eastman otthonában maradt, McCartney a Blackbird-öt játszotta a háza előtt táborozó rajongóknak.

## Értelmezése
A Blackbird 1968-as megírása óta McCartney számos kijelentést tett mind a dal ihletésére, mind annak jelentésére vonatkozóan. Elmondta, hogy a dalt egy fekete rigó reggeli dallama ihlette, amikor a Beatles Transzcendentális Meditációt tanultak az indiai Risikésben,és amikor Skóciában tartózkodott, akkor az dal írása során reflektált az Egyesült Államokban 1968 tavaszán fokozódó faji feszültségekre.
2002 májusában egy dallasi rádióshow után McCartney megvitatta a dalt a KCRW DJ-vel, Chris Douridas-szal, mondván:
"Az elmúlt egy évben tartottam néhány [költészeti felolvasást], mert kiadtam egy verseskönyvet Blackbird Singing címmel, és amikor a "Blackbird"-t olvastam, mindig megpróbáltam valami magyarázatot kitalálni, hogy elmondhassam az embereknek. … Szóval, magyarázkodtam, és valójában csak eszembe jutott, miért írtam „Blackbird”-et, tudod, hogy voltam, Skóciában játszottam a gitáromon, és eszembe jutott ez az egész „te voltál” gondolat. csak arra várok, hogy eljöjjön ez a pillanat" a feketék küzdelméről szólt a déli államokban, és én a feketerigó szimbolikáját használtam. Valójában nem egy feketerigóról van szó, akinek letörték a szárnyait, tudod, ez egy kicsit szimbolikusabb."
2018-ban McCartney tovább részletezte a dal jelentését, kifejtve, hogy a „blackbird” szót fekete lányként kell értelmezni az Egyesült Államok 1960-as évek déli részének polgárjogi problémáival összefüggésben.
Mostohaanyja, Angie McCartney azt állította, hogy McCartney idős édesanyjának, Edith Stopforthnak írta, aki Jim McCartney házában szállt meg, miközben hosszú betegségéből lábadozott. Angie felidézte, hogy McCartney meglátogatta a házat, és Edith ágyához ült, ahol Edith azt mondta neki, hogy éjszaka hallgatni fog egy madár énekét.
Bár McCartney következetes volt a jelentésben, még mindig változatos értelmezések léteznek – természetdalként, az polgárjogi mozgalmat támogató üzenetként vagy szerelmes dalként hivatkoznak rá. Az 1990-es években írt Ian MacDonald felhívta a figyelmet arra az elméletre, amely szerint a Blackbird a "fekete polgárjogi harc metaforája", de rámutatott a kompozíció romantikus tulajdonságaira, és azzal érvelt, hogy a kora reggeli madárdal "lefordítja … tömören" a mélyebb szinten való felébredés metaforája”. Azonban 1968. november 22-én az EMI Studiosban egy informális próbán, mielőtt ő és Donovan részt vettek volna egy Mary Hopkin felvételen, McCartney eljátszotta a "Blackbird"-et, és elmondta Donovannak, hogy azt követően írta, hogy "olvasott valamit az újságban a zavargásokról és a fekete "madár" alatt egy fekete nőt szimbolizál".
McCartney Helter Skelter című dalával együtt a Blackbird egyike volt annak a számos Fehér Albumra került dalnak, amelyet Charles Manson jóslataként értelmezett egy apokaliptikus faji háborúról, amely ahhoz vezet, hogy ő és követőiből álló "Manson család" ellenkulturális elvek alapján kormányozza az Egyesült Államokat. Manson úgy értelmezte a dalszöveget, mint a fekete amerikaiaknak szóló felhívást, hogy háborúzzanak fehér társaik ellen, és arra utasította követőit, hogy kövessenek el gyilkosságsorozatot Los Angelesben 1969 augusztusában, hogy kiváltsanak egy ilyen konfliktust.

## A dal szerkezet és rögzítése

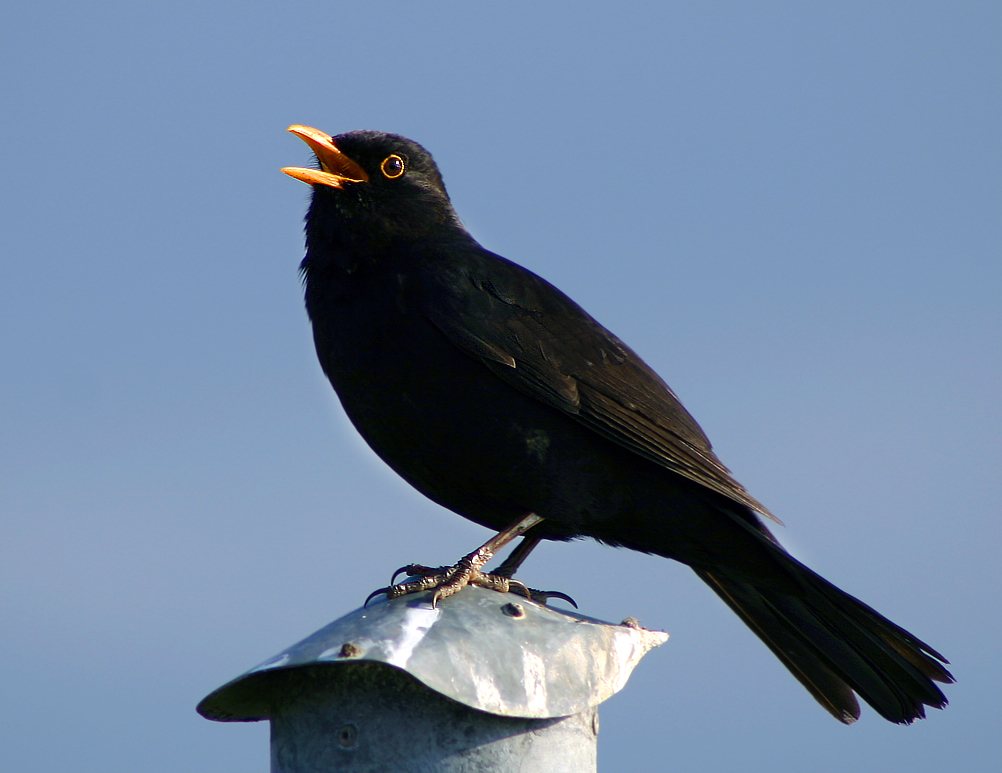
A Blackbird dal tartalmazza egy hím fekete rigó énekének hangját is.

A dalt 1968. június 11-én rögzítették az EMI londoni Abbey Road stúdiójában, George Martin producerrel és Geoff Emerick hangmérnökkel.Ez McCartney szólófelvétele, amin egy Martin D-28 akusztikus gitáron játszik. A szám felvételeket tartalmaz egy hím közönséges feketerigóról, amint a háttérben énekel.
A feketerigón kívül csak három hangot rögzítettek: McCartney hangját, a gitárját és egy koppintást, amely a bal csatornán tartja az időt. Geoff Emerick mérnök szerint ezt a kopogtatást "a múltban helytelenül metronómként azonosították" - mondja, aki szerint ez valójában Paul lábának kopogtatásának hangja. McCartney ugyanezt mondta a The Beatles Anthology dokumentumfilmben is. Emerick úgy emlékszik vissza [Paul lábkopogtatásaira, feltehetően], hogy külön mikrofonozták őket. Az album 2009-es remasterének második lemezének bónusztartalmában szereplő felvételen látható, amint McCartney felváltva kopogtat mindkét lábával a dal előadása közben.
A monó változat a madárhangokat néhány másodperccel korábban tartalmazza, mint a sztereó felvétel, és eredetileg a The Beatles monó felvételét adták ki (azóta a The Beatles in Mono CD doboz készlet részeként adták ki világszerte). A dal megjelenik a Love albumon a Yesterday dallal együtt, a Blackbird/Yesterday cím alatt. A Blackbird bevezető a Yesterday dalhoz.

## Élőben
1973-ban McCartney belevette a dalt a Beatles Michelle számával együtt az akusztikus keveréke részeként a James Paul McCartney című televíziós különfilmbe. A Wings együttessel 1975–76-os világkörüli turnéjától kezdve McCartney minden koncertkörútján előadta a dalt. A dal önálló előadása, majd a Yesterday megjelenik a Wings 1976-os Wings Over America élő albumán.
McCartney a 2002. júniusi Party at the Palace koncertjén a Blackbird dalt is belevette a szettjébe. 2009-ben McCartney a Coachella Valley Zenei és Művészeti Fesztiválon adta elő a dalt, és mielőtt elénekelte volna, kommentálta, hogyan írta válaszul a Polgárjogi Mozgalomra, és hozzátette: "Nagyszerű látni, hogy ennyi polgárjogi problémát sikerült megoldani."
Az élő változat megjelenik a Good Evening New York City című, több CD-ből álló gyűjteményben, amelyet 2009-ben adtak ki, és az amerikai Citi Field stadionban rögzítettek.

## Közreműködött
Ian MacDonald szerint:
Paul McCartney – ének, akusztikus gitár, szalaghurkok, lábdobbantás

## Feldolgozások
A dal 2008 decemberi adatok szerint a nyolcadik helyen szerepelt a 10 leggyakrabban feldolgozott dalok. A legismertebb feldolgozások:
- Crosby, Stills, Nash & Young (az 1969-es debütáló albumokon, valamint a Woodstocki fesztiválon)
- Sarah McLachlan (a 2001-ben kiadott Nevem Sam című film zenei albumán)[15]
- Evan Rachel Wood (a 2007-es Across the Universe – Csak a szerelem kell című filmben)
- The Dandy Warhols (Michael Jackson 2009-es halálát követően)[16]
- Dave Grohl a 88. Oscar-gálán[17][18]

## Fordítás
Ez a szócikk részben vagy egészben  a   Blackbird (Beatles song) című angol Wikipédia-szócikk fordításán alapul.  Az eredeti cikk szerkesztőit annak laptörténete sorolja fel. Ez a jelzés csupán a megfogalmazás eredetét és a szerzői jogokat jelzi, nem szolgál a cikkben szereplő információk forrásmegjelöléseként.

## Külső hivatkozások
A teljes dalszöveg az együttes hivatalos oldalán
Allan W. Pollack megjegyzései a Blackbird dalról
The Beatles "Blackbird" a Youtube-on